# Хельд, Марцин
Марцин Хельд (пол. Marcin Held; 18 января 1992, Тыхы) — польский боец смешанного стиля, представитель лёгкой весовой категории. Выступает на профессиональном уровне начиная с 2008 года, известен по участию в турнирах таких бойцовских организаций как UFC и Bellator, победитель гран-при лёгкого веса Bellator, был претендентом на титул чемпиона Bellator в лёгком весе.

## Биография
Марцин Хельд родился 18 января 1992 года в городе Тыхы Силезского воеводства. В возрасте девяти лет начал серьёзно заниматься бразильским джиу-джитсу, а в 21 уже получил чёрный пояс в этой дисциплине, став самым молодым поляком с чёрным поясом по БЖЖ. Неоднократно выступал на турнирах по бразильскому джиу-джитсу и грэпплингу, становился чемпионом и призёром первенств Европы и мира.

### Начало профессиональной карьеры
Дебютировал в смешанных единоборствах на профессиональном уровне в сентябре 2008 года, заставил своего соперника сдаться в первом же раунде с помощью успешно проведённого болевого приёма «рычаг локтя». Дрался в различных небольших промоушенах в Польше, в декабре 2009 года выступил на турнире-восьмёрке MMA Challengers 2, где в течение одного вечера победил сразу троих соперников. Первое в карьере поражение потерпел в мае 2010 года в поединке с соотечественником Лукашом Саевским, по итогам двух раундов судьи единогласно отдали победу его сопернику. Позже отметился победой над бывшим чемпионом Cage Rage бразильцем Жеаном Силвой и взял верх над словенцем Бояном Коседнаром.

### Bellator MMA
Имея в послужном списке десять побед и только лишь одно поражение, в 2011 году Хельд привлёк к себе внимание крупной американской бойцовской организации Bellator Fighting Championships и сразу же стал участником гран-при четвёртого сезона, где, тем не менее, уже на стадии четвертьфиналов уступил технической сдачей будущему чемпиону Майклу Чендлеру. Затем выиграл два рейтинговых боя в Bellator и в седьмом сезоне снова предпринял попытку выиграть гран-при — на сей раз в четвертьфинале и полуфинале прошёл Мурада Мачаева и Рича Клементи соответственно, но в решающем финальном поединке по итогам трёх раундов единогласным судейским решением уступил Дейву Дженсену.
Хельд продолжил выходить в клетку Bellator, нокаутировал Райана Хили и в 2014 году стал участником гран-при легковесов десятого сезона. Стартовал в гран-при с победы над бразильцем Родригу Кавальейру, затем с помощью «треугольника» принудил к сдаче Дерека Андерсона, тогда как в финале единогласным решением одолел Патрики Фрейре. В 2015 году Марцин Хельд взял верх над россиянином Александром Сарнавским и удостоился права оспорить титул чемпиона Bellator, который на тот момент принадлежал американцу Уиллу Бруксу. Несмотря на то что в первом раунде поляк ударом ногой выбил своему сопернику коленный сустав, Брукс в целом выглядел лучше, и все трое судей отдали ему победу.
В мае 2016 года состоялся матч-реванш между Марцином Хельдом и Дейвом Дженсеном, на сей раз польский боец выиграл по очкам. Его контракт с Bellator на этом закончился, и он принял решение покинуть организацию.

### Ultimate Fighting Championship
Летом 2016 года Хельд подписал контракт с крупнейшим бойцовским промоушеном мира Ultimate Fighting Championship, но дебют здесь получился неудачным — поражение единогласным решением судей от Диего Санчеса. Во втором бою в UFC в январе 2017 года встретился с Джо Лозоном и проиграл крайне спорным судейским решением. Сам Лозон сказал, что, по его мнению, он проиграл этот бой. Также 16 из 17 независимых экспертов посчитали победителем Хельда, тогда как один поставил ничью.

## Статистика в профессиональном ММА
| Боёв 33  | Побед 26 | Поражений 7 |
| -------- | -------- | ----------- |
| Нокаутом | 4        | 1           |
| Сдачей   | 14       | 1           |
| Решением | 8        | 5           |

| Результат | Рекорд | Соперник             | Способ                                 | Турнир                                                              | Дата             | Раунд | Время | Место                    | Примечание                                               |
| --------- | ------ | -------------------- | -------------------------------------- | ------------------------------------------------------------------- | ---------------- | ----- | ----- | ------------------------ | -------------------------------------------------------- |
| Победа    | 26-7   | Диегу Брандан        | Единогласное решение                   | ACA 96                                                              | 8 июня 2019      | 3     | 5:00  | Лодзь, Польша            |                                                          |
| Победа    | 25-7   | Муса Хаманаев        | Сдача (скручивание пятки)              | ACB 90                                                              | 10 ноября 2018   | 1     | 2:09  | Москва, Россия           |                                                          |
| Победа    | 24-7   | Каллан Поттер        | Сдача (скручивание пятки)              | ACB 88                                                              | 16 июня 2018     | 1     | 1:09  | Брисбен, Австралия       |                                                          |
| Победа    | 23-7   | Насрат Хакпараст     | Единогласное решение                   | UFC Fight Night: Cerrone vs. Till                                   | 21 октября 2017  | 3     | 5:00  | Гданьск, Польша          |                                                          |
| Поражение | 22-7   | Дамир Хаджович       | KO (удар коленом)                      | UFC Fight Night: Gustafsson vs. Teixeira                            | 28 мая 2017      | 3     | 0:07  | Стокгольм, Швеция        |                                                          |
| Поражение | 22-6   | Джо Лозон            | Раздельное решение                     | UFC Fight Night: Rodríguez vs. Penn                                 | 15 января 2017   | 3     | 5:00  | Финикс, США              |                                                          |
| Поражение | 22-5   | Диего Санчес         | Единогласное решение                   | The Ultimate Fighter Latin America 3 Finale: dos Anjos vs. Ferguson | 5 ноября 2016    | 3     | 5:00  | Мехико, Мексика          |                                                          |
| Победа    | 22-4   | Дейв Дженсен         | Единогласное решение                   | Bellator 155                                                        | 20 мая 2016      | 3     | 5:00  | Бойсе, США               |                                                          |
| Поражение | 21-4   | Уилл Брукс           | Единогласное решение                   | Bellator 145                                                        | 6 ноября 2015    | 5     | 5:00  | Сент-Луис, США           | Бой за титул чемпиона Bellator в лёгком весе.            |
| Победа    | 21-3   | Александр Сарнавский | Сдача (рычаг колена)                   | Bellator 136                                                        | 10 апреля 2015   | 3     | 1:11  | Ирвайн, США              |                                                          |
| Победа    | 20-3   | Патрики Фрейри       | Единогласное решение                   | Bellator 126                                                        | 26 сентября 2014 | 3     | 5:00  | Финикс, США              | Финал гран-при 10 сезона Bellator в лёгком весе.         |
| Победа    | 19-3   | Нейт Джолли          | Сдача (рычаг локтя)                    | Bellator 120                                                        | 17 мая 2014      | 1     | 4:20  | Саутавен, США            |                                                          |
| Победа    | 18-3   | Дерек Андерсон       | Сдача (треугольник)                    | Bellator 117                                                        | 18 апреля 2014   | 2     | 3:07  | Каунсил-Блафс, США       | Полуфинал гран-при 10 сезона Bellator в лёгком весе.     |
| Победа    | 17-3   | Родригу Кавальейру   | Сдача (удержание пальца)               | Bellator 113                                                        | 21 марта 2014    | 1     | 1:56  | Малвейн, США             | Четвертьфинал гран-при 10 сезона Bellator в лёгком весе. |
| Победа    | 16-3   | Райан Хили           | KO (удары руками)                      | Bellator 101                                                        | 27 сентября 2013 | 1     | 1:12  | Портленд, США            |                                                          |
| Поражение | 15-3   | Дейв Дженсен         | Единогласное решение                   | Bellator 93                                                         | 21 марта 2013    | 3     | 5:00  | Льюистон, США            | Финал гран-при 7 сезона Bellator в лёгком весе.          |
| Победа    | 15-2   | Рич Клементи         | Сдача (удержание пальца)               | Bellator 81                                                         | 16 ноября 2012   | 2     | 3:04  | Кингстон, США            | Полуфинал гран-при 7 сезона Bellator в лёгком весе.      |
| Победа    | 14-2   | Мурад Мачаев         | Единогласное решение                   | Bellator 77                                                         | 19 октября 2012  | 3     | 5:00  | Рединг, США              | Четвертьфинал гран-при 7 сезона Bellator в лёгком весе.  |
| Победа    | 13-2   | Деррик Кеннингтон    | Сдача (скручивание пятки)              | Bellator 68                                                         | 11 мая 2012      | 1     | 2:08  | Атлантик-Сити, США       |                                                          |
| Победа    | 12-2   | Филлип Новер         | Раздельное решение                     | Bellator 59                                                         | 26 ноября 2011   | 3     | 5:00  | Атлантик-Сити, США       |                                                          |
| Победа    | 11-2   | Калео Кван           | Сдача (обратное скручивание пятки)     | AFC 2: Lombard vs. Taylor                                           | 3 сентября 2011  | 1     | 0:55  | Мельбурн, Австралия      |                                                          |
| Поражение | 10-2   | Майкл Чендлер        | Техническая сдача (треугольник руками) | Bellator 36                                                         | 12 марта 2011    | 1     | 3:56  | Шривпорт, США            | Четвертьфинал гран-при 4 сезона Bellator в лёгком весе.  |
| Победа    | 10-1   | Боян Коседнар        | Сдача (рычаг колена)                   | Infinite Fighting Federation                                        | 8 октября 2010   | 2     | 3:24  | Домброва-Гурнича, Польша |                                                          |
| Победа    | 9-1    | Жеан Силва           | TKO (травма колена)                    | Pro Fight 5                                                         | 18 июня 2010     | 2     | 2:30  | Вроцлав, Польша          |                                                          |
| Поражение | 8-1    | Лукаш Саевский       | Единогласное решение                   | AOF 7: Support for Haiti                                            | 29 мая 2010      | 2     | 5:00  | Плоцк, Польша            |                                                          |
| Победа    | 8-0    | Пшемислав Збициак    | Сдача (удушение сзади)                 | Ring XF 1: First Battle                                             | 13 марта 2010    | 1     | 3:11  | Згеж, Польша             |                                                          |
| Победа    | 7-0    | Борис Маньковский    | Сдача (рычаг локтя)                    | MMA Challengers 2                                                   | 6 декабря 2009   | 1     | 2:10  | Бытом, Польша            | Выиграл турнир MMA Challengers 2 в лёгком весе.          |
| Победа    | 6-0    | Мариуш Абрамяк       | Сдача (удушение сзади)                 | MMA Challengers 2                                                   | 6 декабря 2009   | 1     | 3:23  | Бытом, Польша            |                                                          |
| Победа    | 5-0    | Иренеуш Мила         | Единогласное решение                   | MMA Challengers 2                                                   | 6 декабря 2009   | 2     | 4:00  | Бытом, Польша            |                                                          |
| Победа    | 4-0    | Рафал Лясота         | TKO (травма ноги)                      | Shooto Poland: Held vs. Lasota                                      | 21 ноября 2009   | 3     | N/A   | Кельце, Польша           |                                                          |
| Победа    | 3-0    | Мариуш Пёсковик      | TKO (удары руками)                     | Bytomska: Gala MMA 2                                                | 23 мая 2009      | 2     | 2:49  | Бытом, Польша            |                                                          |
| Победа    | 2-0    | Артур Совиньский     | Решение большинства                    | MMA Challengers 1                                                   | 3 мая 2009       | 2     | 5:00  | Мысловице, Польша        |                                                          |
| Победа    | 1-0    | Матеуш Пёрковский    | Сдача (рычаг локтя)                    | Abak Moto                                                           | 28 сентября 2008 | 1     | 4:01  | Муховец, Польша          |                                                          |